# Wielka Hać
Wielka Hać (biał. Вялікая Гаць; ros. Великая Гать) – wieś na Białorusi, w obwodzie brzeskim, w rejonie iwacewickim, w sielsowiecie Święta Wola, przy drodze republikańskiej R6.
W dwudziestoleciu międzywojennym leżała w Polsce, w województwie poleskim, w powiecie kosowskim/iwacewickim, w gminie Święta Wola. Po II wojnie światowej w granicach Związku Sowieckiego. Od 1991 w niepodległej Białorusi.